# Blade Nzimande

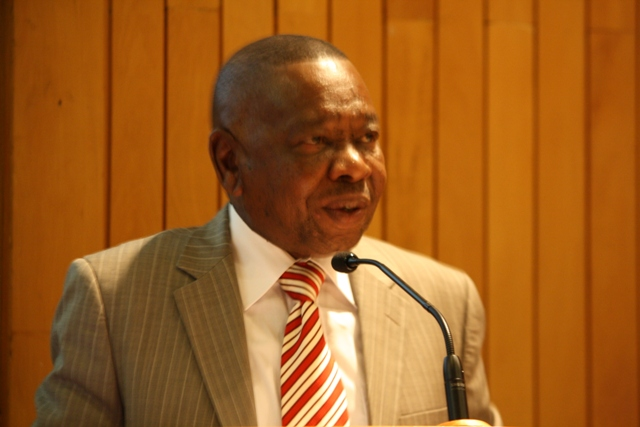
Blade Nzimande

Bonginkosi Emmanuel „Blade“ Nzimande (* 14. April 1958 in Edendale) ist ein südafrikanischer Politiker. Er war ab Mai 2009 Minister für Hochschulbildung und Ausbildung und seit dem Februar 2018 Verkehrsminister. Nach dem Rücktritt von Malusi Gigaba wurde Nzimande von Präsident Cyril Ramaphosa vorübergehend als Innenminister ernannt. Seit 2019 ist er Minister of Higher Education, Science and Technology.

## Leben
Die Schulzeit begann Nzimande an der Roman Catholic School in Henryville, danach lernte er an der Plessiers Lower Primary School und an der Mthethomusha School in Edendale. Zuletzt besuchte er die Georgetown High School im selben Ort, wo er 1975 sein Matric ablegte. Nach seiner Schulzeit begann Nzimande 1975 mit dem Ziel eines Bachelorabschlusses ein Studium in den Fächern Öffentliche Verwaltung und Psychologie an der University of Zululand. Hier geriet er 1976 in Studentenproteste gegen die Verleihung eines Ehrendoktortitels an Mangosuthu Butelezi. Die eskalierende Situation mit Schüssen aus Polizeireihen auf protestierende Studenten erzeugten tumultartige Szenen, bei den das Universitätsverwalrungsgebäude niederbrannte und die Hochschuleinrichtung für eine gewisse Zeit geschlossen wurde. Im Jahre 1977 konnte er an die Universität zurückkehren und machte seinen Abschluss 1979. Danach kehrte er nach Edendale zurück und engagierte sich in der Azanian Student’s Organisation (AZASO), die sich im weiteren Verlauf vom Black Consciousness Movement entfernte und sich der Congress Aliance zuwandte. Seine adäquaten Positionen waren damals von Radio Freedom und Radio Moskau beeinflusst.
Ein weiteres Studium an der University of Natal in Pietermaritzburg schloss er 1980 mit einem Psychology Honours und 1981 mit einem Master auf dem Gebiet Industrial Psychology ab. Später erwarb er dort einen Ph.D. mit Spezialisierung auf Personalmanagement. Im Januar 1982 ging Nzimande nach Durban und beteiligte sich an der Dambuza Youth Organisation. In dieser Zeit fand er in der Personalabteilung von Tongaat Hulett Sugar Ltd. eine Anstellung. Dabei schloss er seine Bekanntschaft mit Jay Naidoo und weiteren Gewerkschaftern. Im Jahre 1984 beendete er diesen Job, weil ihm eine Dozententätigkeit an der University of Zululand im Department of Industrial Psychology offeriert wurde. Das Angebot führte ihn in eine Tätigkeit auf den Campus von Umlazi, wo er 1985 erst Lektor an der University of Zululand war. Hier unterrichtete er geheim interessierte Studenten über Themen des Marxismus. Seine hießige Tätigkeit behielt er bis Juni 1987 bei. Seit 1987 lehrte er Arbeitspsychologie im Department of Psychology an der University of Natal. Sein politisches Engagement führte Ende der 1980er Jahre zu einer Beteiligung am lokalen Wirkungskreis des National Education Co-ordinating Committee (NECC). Im September 1989 wurde Nzimande Mitglied des National Reception Committee, das für die Freilassung politischer Gefangener in Südafrika kämpfte. Es gelang ihm trotzdem am Aufbau geheimer Strukturen des ANC und der SACP in der Region von Umlazi mitzuwirken, wo er selbst als Sekretär der Regionalgruppe Bhekithemba tätig war. Harry Gwala bewog ihn zur Mitwirkung am Aufbau des ANC in dessen Natal Midlands Region und zur Übernahme der Funktion als Beauftragter für politische Bildung. Im August wurde Nzimande zum Direktor der Education Policy Unit (EPU) mit Sitz in Durban berufen, die ein Gemeinschaftsprojekt der University of Natal und dem NECC war. 1992 wählten ihn ANC-Delegierte zum Vizevorsitzenden der Natal-Midlands-Regionalgruppe und im April 1995 die SACP-Delegierten des 9. Parteitags zum Vizeparteichef. Als Nzimande 1994 auf der ANC-Liste für die südafrikanische Nationalversammlung kandidierte, erlangte er einen Parlamentssitz.
Nzimande ist Mitglied der South African Communist Party (SACP) und seit 1998 ihr Generalsekretär.

## Regierungstätigkeit
Er wurde nach der Wahl von Jacob Zuma zum neuen Staatspräsidenten Südafrikas von diesem am 10. Mai 2009 zum Minister für Hochschulbildung und Ausbildung (Minister of Higher Education and Training) im Kabinett Zuma I ernannt. Während dieser Zeit beförderte er die Bildung der Sefako Makgatho Health Sciences University, die 2015 eröffnet wurde. Im Kabinett Zuma II behielt er sein Amt, im Kabinett Ramaphosa I wurde er Verkehrsminister. Nachdem er kurzzeitig auch das Innenministerium des zurückgetretenen Malusi Gigaba übernommen hatte, wurde er im Mai 2019 im Kabinett Ramaphosa II Minister of Higher Education, Science and Technology (etwa: „Minister für Höhere Bildung, Wissenschaft und Technologie“). Das Ressort war durch Fusion zweier bisheriger Ministerien entstanden.

## Veröffentlichungen
- Schooling in the context of violence in South Africa: the challenges of change. Harare 1994.